# Sélestat AHB

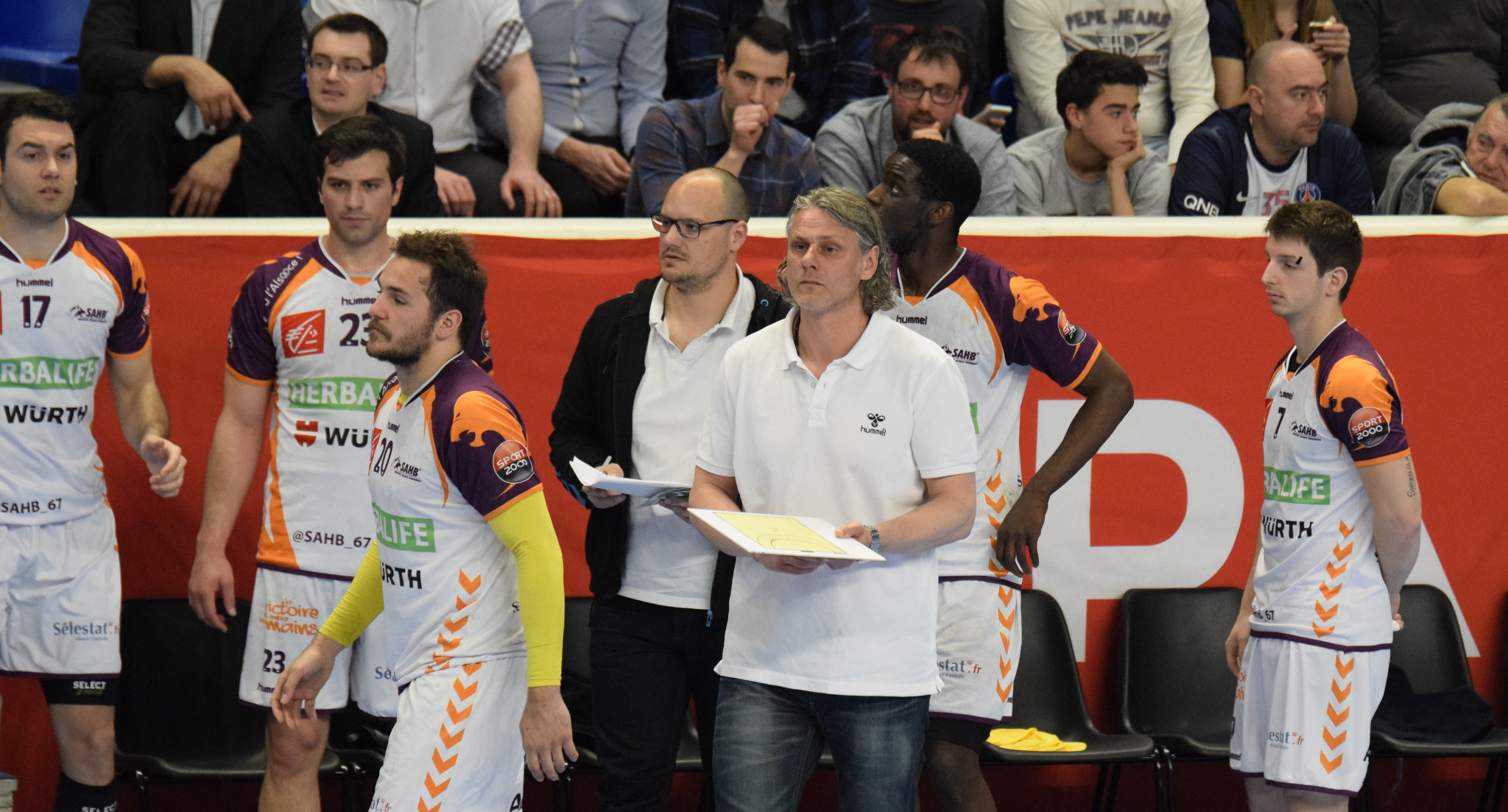
Tränaren Christian Gaudin och några spelare, 2015.

Sélestat Alsace handball är en handbollsklubb från Sélestat i Frankrike, bildad den 15 september 1967. Klubben hette tidigare SC Sélestat (1967–2008).
Klubben debuterade i högsta ligan säsongen 1990/1991 och har som bäst kommit femma i serien (säsongen 1999/2000).

## Framgångar
- 1995 - Finalist i franska cupen
- 2008 - Franska ungdomsmästare (under 18 år)

## Spelare i urval
- Snorri Guðjónsson (2014–2015)
- Eric Gull (2001–2003)
- Richard Kappelin (2014–2015)
- Heykel Megannem (2002–2005)
- Thierry Omeyer (1994–2000)
- Issam Tej (2003–2006)
- Igor Tjumak (2001–2003)